# Llacao
Llacao ist eine Ortschaft und eine Parroquia rural („ländliches Kirchspiel“) im Kanton Cuenca der ecuadorianischen Provinz Azuay. Die Parroquia besitzt eine Fläche von 17,84 km². Die Einwohnerzahl lag im Jahr 2010 bei 5342. Die Parroquia wurde am 29. Mai 1861 gegründet. Eine größere Ortschaft neben dem Hauptort Llacao bildet der Caserío Zhiquir.

## Lage
Die Parroquia Llacao liegt in den Anden am Nordufer des nach Osten fließenden Río Cuenca und reicht im Osten bis zur Mündung des Río Burgay. Das 2640 m hoch gelegene Verwaltungszentrum Llacao befindet sich 9,5 km nordöstlich vom Stadtzentrum von Cuenca.
Die Parroquia Llacao grenzt im Norden an die Provinz Cañar mit den Parroquias Solano (Kanton Déleg) und Javier Loyola (Kanton Azogues), im äußersten Osten an die Parroquia San Cristóbal (Kanton Paute), im Südosten an die Parroquia Nulti, im Süden an die Parroquia urbana Machángara, im Westen an die Parroquia Ricaurte sowie im Nordwesten an die Parroquia Sidcay.